# 韩德崇
韩德崇（?—?），辽国政治人物。韓匡嗣第六子。蓟州玉田（今河北玉田）人。
韩德崇是韩德让的弟弟，他善医术，看别人的形色，即能诊断。多次加官，官至武定军节度使。豫州是辽朝的头下军州。为横帐陈王牧地，南至辽上京三百里。有考证认为陈王应是被赐姓耶律氏的韩德崇及韩制心（耶律遂贞）父子。

## 家族
- 祖父：韩知古
- 父亲：韓匡嗣
- 兄弟：韓德源、韩德让、韓德威、韩德凝